# Landquart
Landquart egy község Svájcban Graubünden kantonban. Lakosainak száma 8849 fő (2017. december 31.).

## Népesség
| Lakosok száma | 4318 | 8849 | 8886 |
|               | 2006 | 2017 | 2018 |